# Adana kebab

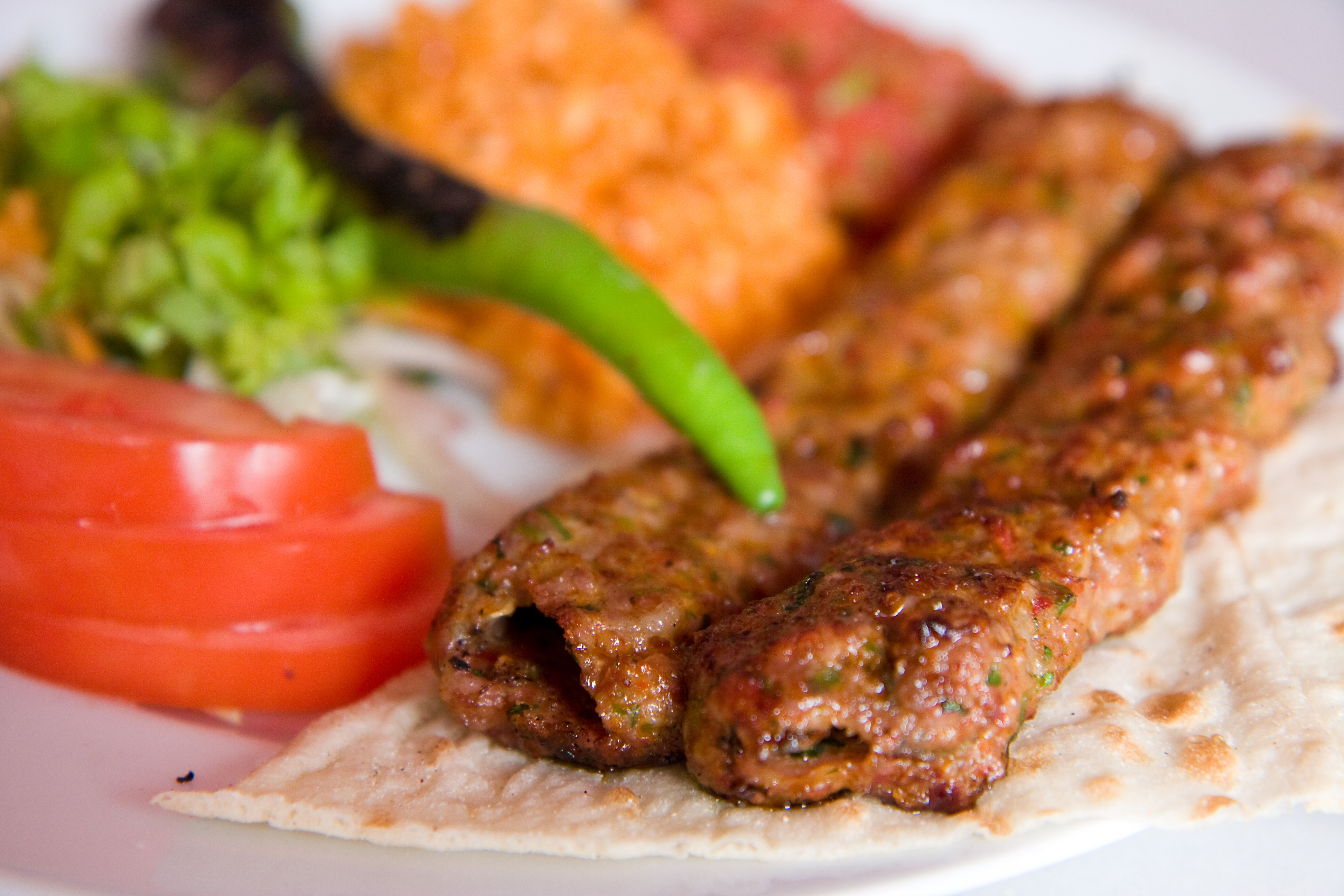
Adana kebap servido.

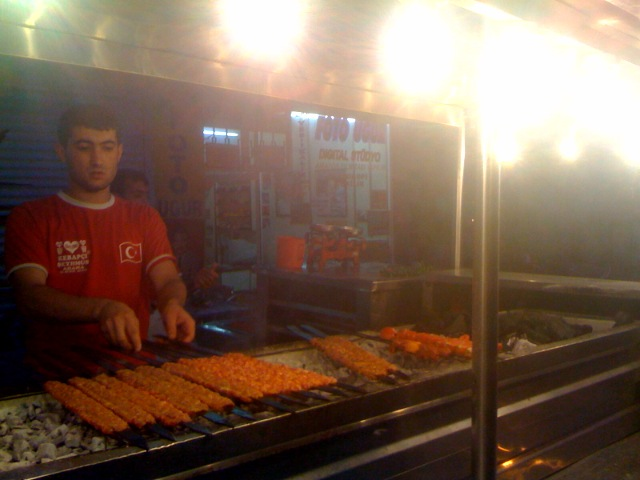
Adana kebab asándose

El Adana kebab (Adana kebap o Adana kebabı en turco) es una especie de brocheta larga de carne picada (con un cuchillo especial llamado "zırh" en turco) asada con carbón vegetal. El nombre del plato proviene de su origen en la ciudad turca de Adana (la cuarta en población). Su nombre original es kıyma kebabı (kebab de carne picada de cordero) o simplemente como kıyma en Adana.

## Características
El Adana kebab se elabora con carne picada de cordero o ternera libre de su piel exterior y recubierta de la grasa cercana a la cola del mismo (proporciona un aroma más intenso a cordero). La carne se pica de forma irregular de tal forma que la proporción de grasa sobre carne sea aproximadamente de uno a cinco. Se condimenta solo con sal y chilli fresco o en polvo (Pimienta aleppo), puede servirse en cantidades variables dependiendo el gusto del consumidor. Se añade un pimiento rojo finamente picado todo ello se monta en un pincho y se asa al carbón. 
Durante el asado la grasa se funde cae sobre el carbón y provoca que se encienda. Durante el proceso se evita que el fuego toque la carne; de otra forma la carne cambiaría su sabor. La grasa sobrante se suele limpiar con un pedazo de pan plano - pide o con lavash. Cuando la carne empieza a dorarse se pone sobre el pan plano y se sirve acompañado de una ensalada de cebollas decorado con sumac, tomates en barbacoa cortados en cuartos, y pimientos verdes, todo ello en un gran plato. Decorado con perejil, menta. A veces se incluye un limón para ayudar la digestión de la grasa. 
Por regla general se acompaña con ayran (una bebida de yogur diluido), o şalgam (zumo de nabos). A menudo también con una copa de rakı (bebida anisada). Una alternativa es servirlo enrollado (dürüm); la carne y las verduras se enrollan en un pan plano caliente.